# 图隆雅克
图隆雅克（法語：Toulonjac，法語發音：[tulɔ̃ʒak]）是法国阿韦龙省的一个市镇，位于该省西部，属于鲁埃格自由城区和西部阿韦龙省市镇公共社区，其市镇面积为7.25平方公里，2022年1月1日时人口数量为752人。
图隆雅克是西部阿韦龙省市镇公共社区的组成部分，与鲁埃格自由城接壤。

## 行政
图隆雅克的邮政编码为12200，INSEE市镇编码为12281。

## 地理

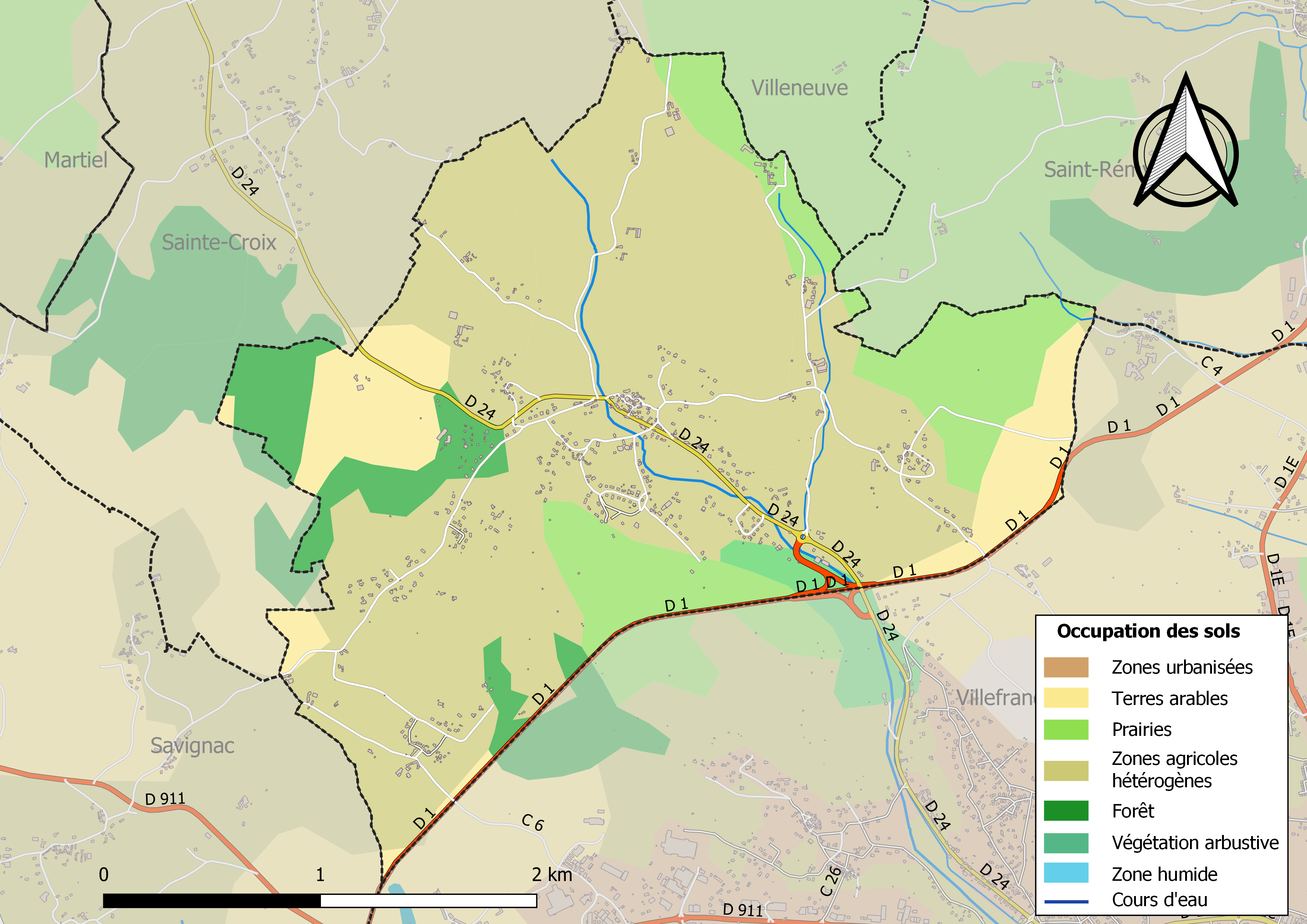
图隆雅克地图

图隆雅克（44°22'54"N, 2°0'2"E）位于法国南部偏西，奥克西塔尼大区中北部和阿韦龙省西部。
与图隆雅克接壤的市镇包括：圣克鲁瓦、圣雷米、萨维尼亚克、鲁埃格自由城、维勒讷沃。
图隆雅克属于加龙河流域。境内以浅丘为主，镇中心位于一处浅丘谷地。
按照柯本气候分类法，图隆雅克属于温带海洋性气候，带有一定的山地特征。

## 历史
图隆雅克历史上长期为一普通村落，中世纪出现教堂，法国大革命后成为一个市镇。1852年，图隆雅克南部的一部分独立成为萨维尼亚克市镇。

## 交通
阿韦龙省省道D24线经过图隆雅克境内。

## 政治
现任图隆雅克市长为吉勒·吕斯卡谢先生（Gilles Ruscassié），他是一名无党派人士。

## 人口
| 年份   | 1936 | 1946 | 1954 | 1962 | 1968 | 1975 | 1982 | 1990 | 1999 | 2006 | 2007 | 2008 | 2013 | 2018 |
| ------ | ---- | ---- | ---- | ---- | ---- | ---- | ---- | ---- | ---- | ---- | ---- | ---- | ---- | ---- |
| 人口數 | 301  | 239  | 257  | 237  | 328  | 442  | 531  | 668  | 642  | 691  | 698  | 705  | 735  | 745  |

## 社会
图隆雅克足球俱乐部（FC Toulonjacois）是当地的一支足球队，2020至2021赛季参加阿韦龙省足球联赛。

## 景观

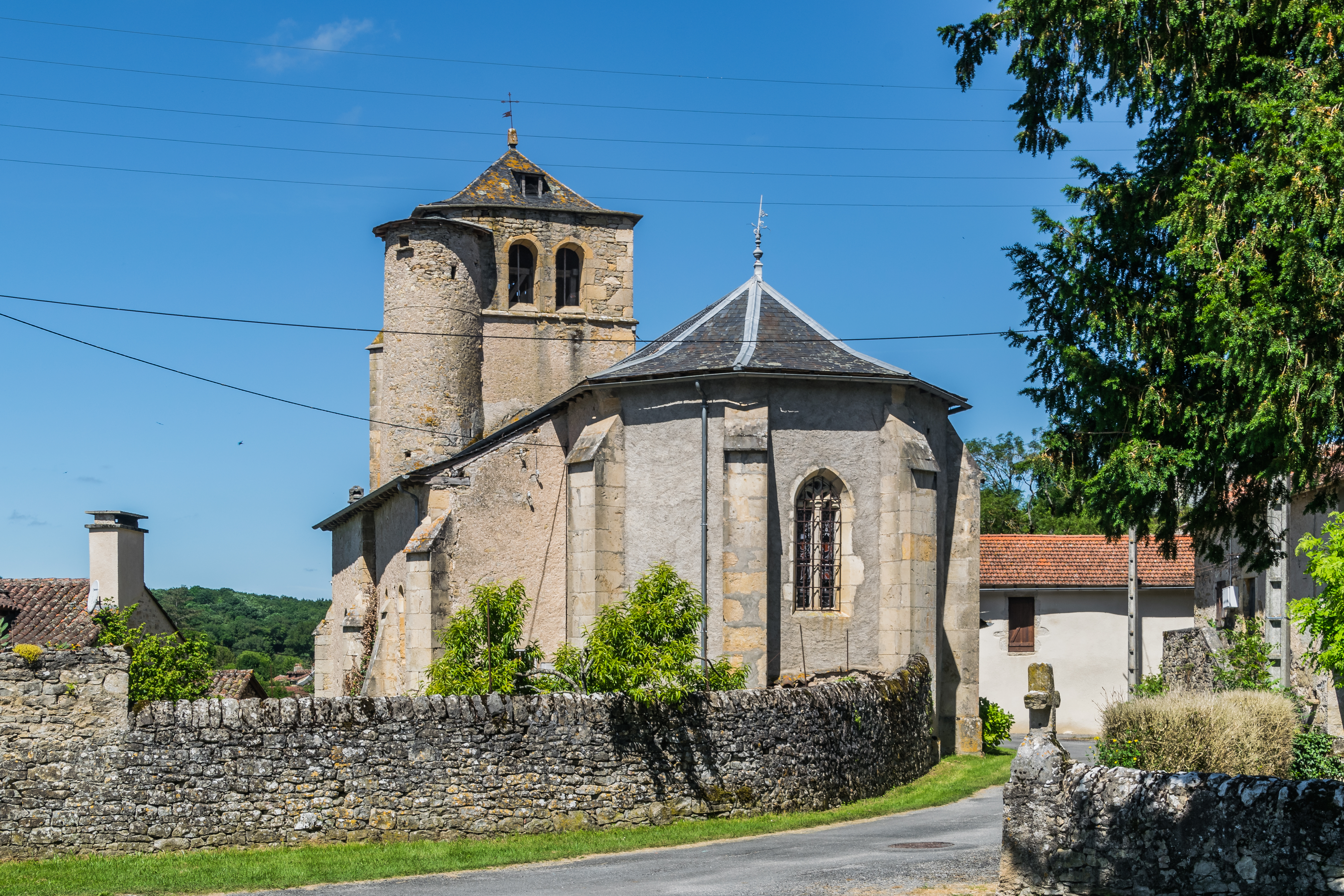
圣米歇尔教堂

图隆雅克圣米歇尔教堂（Église Saint-Michel de Toulonjac）是当地的地标性建筑，图隆雅克城堡是法国国家文物保护单位。